# Nathan Brooks
Nathan Eugene "Nate" Brooks (født 4. august 1933 i Cleveland, Ohio, død 14. april 2020) var en amerikansk bokser, som deltog i OL 1952 i Helsinki.

## Boksekarriere

### Amatørkarriere
Brooks havde flere triumfer fra sin hjemby, Cleveland, og han havde en drøm om at komme til OL. Den var dog nær gået i vasken, da han i en kamp ved de amerikanske udtagelsesmesterskaber pådrog sig en dyb flænge i et øjenbryn og kun akkurat fik lægens godkendelse. Ved legene i Helsinki stillede han op i fluevægt og besejrede først en finne, derpå en nordmand, en østriger og en rumæner. I semifinalen besejrede han Willie Toweel fra Sydafrika, inden han sikrede sig guldet med sejr over tyskeren Edgar Basel i finalen; Toweel og Anatolij Bulakov fra Sovjetunionen fik begge bronze.

### Professionel karriere
Efter sin OL-sejr blev Brooks professionel og nåede at bokse 19 kampe. Han vandt ti af sine første 11 kampe og vandt den nordamerikanske titel i bantamvægt i 1954. Til gengæld tabte han sine sidste otte kampe og indstillede karrieren i sommeren 1958.

## Videre karriere
Brooks fik efter sin boksekarriere job som opmålingsingeniør ved Ohios transportdepartement, hvor han arbejdede 32 år, inden han blev pensioneret.

## OL-medaljer
- 1952  –  Guld i fluevægt, mænd